# Râul Obârșia, Crușov
Râul Obârșia este un curs de apă, afluent al râului Crușov. 